# Jingkou
Jingkou (egyszerűsített kínai írással: 营口, pinjin: Yíngkǒu) prefektúra szintű város Kínában, Liaoning tartományban. Lakosainak száma 2 328 582 fő (2020).

## Népesség
| Lakosok száma | 2 296 540 | 2 428 534 | 2 328 582 |
|               | 2000      | 2010      | 2020      |

## Testvérvárosok
- Crotone
- Óta
- Jacksonville
- Bandung